# Brightova nemoc
Brightova nemoc je archaický název pro glomerulonefritidu. Onemocnění bylo poprvé popsané Richardem Brightem v roce 1827. Nemocní trpěli proteinurií, pro pitevní nález byly typické svraštělé ledviny a hypertrofie srdce.
V pozdějším období byla Brightova nemoc členěna na několik typů, a to podle svého klinického obrazu, etiopatogenetického procesu a bioptického nálezu. Dnes se již toto označení nepoužívá.